# Gustav Bøggild
Gustav Adolph Bøggild (10. maj 1898, Aarhus-?) var en dansk bankassistent og atlet medlem af Akademisk Idrætsforening som 1925 blev dansk mester på 200 meter med tiden 23,4.

## Danske mesterskaber
- Guld 1925 200 meter 23,4

 Der er for få eller ingen kildehenvisninger i denne artikel, hvilket er et problem. Du kan hjælpe ved at angive troværdige kilder til de påstande, som fremføres i artiklen.

| Atletikudøver | Spire Denne biografi om en dansk atletikudøver er en spire som bør udbygges. Du er velkommen til at hjælpe Wikipedia ved at udvide den. |